# Aurelio García Elorrio
Aurelio Francisco García Elorrio (Córdoba, 19 de febrero de 1954) es un abogado, doctor en Derecho y magíster en Derecho Internacional Público, docente y político argentino. Está casado y es padre de tres hijos.
Es cofundador del Portal de Belén “Hogar para la mamá sola” y cofundador del programa Nazaret y la Red Federal de Familias. 
Es Legislador Provincial desde diciembre de 2011 por el partido Encuentro Vecinal Córdoba del que es fundador, nacido “de la inquietud de muchos ciudadanos dispuestos a dejar de ser espectadores, deseosos de trabajar por el bien común”. En todas las elecciones posteriores fue reelegido legislador hasta que en 2021 se tomó licencia para denunciar al Estado provincial en la Justicia por acatar la ley de aborto sancionada en diciembre del año 2020.
Como legislador, es autor de numerosos proyectos de ley sobre diversos temas como: el seguimiento de contrataciones públicas como los gasoductos troncales, defensa de la vida desde la concepción hasta su muerte natural, el derecho de los niños a crecer y desarrollarse en ambientes libres de drogas, el control de las operaciones económicas de toma de deuda, la situación de los hospitales, la reparación de escuelas, los planes de educación sexual, el accionar y gastos de la policía, la contaminación de las cuencas hídricas, denuncias sobre corrupción estatal como el sobreprecio del hotel Ansenuza o del "Camino del cuadrado".
Su preocupación por la defensa de la vida, lo ha llevado a trabajar en la prevención de las distintas patologías sociales, como la violencia y las adicciones, y a luchar con quienes lucran con ellas, proponiendo sistemas de prevención y recuperación, y enfrentando el problema del narcotráfico.
Activista provida y responsable, junto a la organización Portal de Belén, de que en la provincia de Córdoba no haya estado vigente durante más de 7 años el protocolo de aborto no punible.

## Trabajo Legislativo
Es Legislador Provincial por el partido Encuentro Vecinal Córdoba, un partido nacido “de la inquietud de muchos ciudadanos inquietos por dejar de ser espectadores, deseosos de trabajar por el bien común”. Como legislador, desde que asumió en diciembre de 2011, es autor de numerosos Proyectos destinados especialmente a promover el valor de la vida humana, controlar el poder y luchar contra el narcotráfico. Fue reelecto en 2015 hasta que en las Elecciones provinciales de Córdoba de 2019  fue reelegido en su banca y Encuentro Vecinal Córdoba dejó de ser un bloque unipersonal al ser también electa María Rosa Marcone.
En la cuestión de Control del Poder, García Elorrio es impulsor de numerosas denuncias de corrupción a nivel Provincial y Nacional. La más reciente es el sobreprecio del hotel Ansenuza Casino-Spa de Miramar. En el que se gastó, por parte del Gobierno de la Provincia de Córdoba más de 7 veces lo que estaba presupuestado. Según declaraciones de García Elorrio, sus investigaciones dieron con que el Hotel construido es el "Hotel más caro del mundo".
Además ha investigado y presentado informes sobre caso del Camino del Cuadrado, los gastos en publicidad del gobierno provincial de Córdoba, gastos irracionales: en viajes, en almuerzos, en combustibles, etc. del Poder Legislativo.
El control de las operaciones económicas de toma de deuda, la situación de los hospitales, la reparación escuelas, el accionar y gastos de la policía, la contaminación de las cuencas hídricas y el seguimiento de contrataciones públicas como los gasoductos troncales.

## Portal de Belén
Es cofundador del Portal de Belén, desde 1991. que tiene a su cargo cinco casas albergues donde miles de mamás solas y niños han sido acogidos durante más de 20 años. 
El Portal de Belén, Hogar para la mamá sola, es una asociación civil sin fines de lucro legalmente constituida.
Surgió en 1991, cuando sus fundadores Aurelio F. García Elorrio y Sara Francés, decidieron dar una respuesta concreta a la problemática de la mujer embarazada y sola, fundando un hogar donde pudiese recibir contención y apoyo y así afrontar su embarazo y preservar la vida de su hijo por nacer. No obstante, recién en 1995 la institución adquirió personería jurídica bajo la denominación “Portal de Belén- Asociación Civil sin Fines de Lucro”.
En principio se pretendía albergar solo a las mujeres embarazadas que sufrían presiones para abortar, padecían violencia, soledad o marginación social, pero inmediatamente comenzaron a llegar al hogar mujeres con niños menores de edad que se encontraban en situación de absoluta desprotección, por lo que la institución amplió el cometido inicial incluyendo a la mujer sola con sus niños ya nacidos.
También es cofundador del programa Nazaret, que tiene a su cargo un programa de más de 200 familias de tránsito en la Provincia de Córdoba, para evitar su internación en institutos de menores y tiene como misión:
- Promover todo tipo de voluntariado destinado a proteger y asistir niños en situación de riesgo familiar y / o social.
- Proveer de un hogar transitorio al niño en riesgo social donde se respete su identidad, favoreciendo su desarrollo integral evitando su internación en instituciones del Estado.
- Lograr en los niños una mejor calidad de vida que les permita afrontar la reinserción en su familia de origen o adoptiva, evitando nuevas pérdidas.
- Facilitar el encuentro entre familias de origen y familias acogedoras para el bienestar del niño, previniendo otras situaciones de crisis.
- Ayudar, apoyar, asistir, asesorar y capacitar a las familias que se ofrezcan para recibir transitoriamente niños en su hogar.
- Propiciar un trabajo interdisciplinario entre coordinadores del programa, familias transitorias, equipos técnicos, familias de origen, escuelas, profesionales especialistas en niñez, etc. para lograr intervenciones adecuadas.

En la provincia de Córdoba no está vigente el protocolo de aborto no punible debido al activismo esta organización y de García Elorrio.

## Encuentro Vecinal Córdoba
El partido político Encuentro Vecinal Córdoba, nace a comienzos de 2011 mediante la fusión de Encuentro por Córdoba y la Unión Vecinal Córdoba. A los dos meses de obtener la personería partidaria, participamos en nuestra primera elección. Sólo presentaron candidatos a Legislador Provincial en la lista completa. Con casi 33.000 votos fue la quinta fuerza -entre 14 participantes-, y obtuvo un Legislador Provincial, el Dr. Aurelio García Elorrio. Sus años como legislador han sido destacados, al punto de ser reconocido como "legislador del año" 3 veces consecutivas, por los periodistas acreditados en la Legislatura.
En 2017 el partido se presentó a las elecciones Primarias legislativas nacionales del 13 de agosto con una lista única llamada "Valores en Acción" con un resultado del 2,41% equivalente a 46.156 votos logrando ingresar a las elecciones generales del 22 de octubre de 2017.
En 2019 el partido presentó a Aurelio García Elorrio como candidato a gobernador para las Elecciones Gobernador de Córdoba 2019 logrando el 3,98% (75.794 votos). Logrando mantenerse como legislador pero esta vez también resultó electa legisladora María Rosa Marcone así Encuentro Vecinal Córdoba tendría por primera vez dos legisladores provinciales, finalmente García Elorrio renuncia a su banca en febrero de 2021 y asume el dr. Gerardo Grosso hasta diciembre de 2023.
Se presentó en las Elecciones legislativas de Argentina de 2021 encabezando la lista a diputados nacionales de Encuentro Vecinal logrando quedar como cuarta fuerza con 74.879 votos (3,80%) sin lograr entrar como diputado.
Se volvió a presentar como candidato a en las Elecciones Gobernador de Córdoba 2023 llevando cómo vicegobernadora a la legisladora María Rosa Marcone saliendo terceros con el 3,16% (60,818 votos).

## Activista provida
El 26 de abril de 2018 Aurelio García Elorrio asistió a la sexta jornada de debate por la legalización del Aborto en Argentina representando a la ONG Portal de Belén en el 6º plenario de comisiones del Congreso de la Nación manifestando su posición en contra del aborto declarando que ayuda desde hace 21 años a mujeres embarazadas en condiciones de vulnerabilidad. Que “las provincias no les dimos a los legisladores nacionales derecho a destruir al niño en el vientre de su madre”. Que la constitución de la provincia de Córdoba protege la vida desde la concepción, y que: “no nos pueden imponer nada”. “No pueden aniquilar los derechos reconocidos constitucionalmente”. Pidió que comparen las estadísticas sobre aborto de Rosario y Córdoba.

## Premios y reconocimientos
- Mejor legislador de mitad de mandato (Cba24n, 2013)